# Argemiro de Azevedo

Bischofswappen von Argemiro de Azevedo

Argemiro de Azevedo CMF (* 3. Dezember 1952 in Fernandópolis, São Paulo,  Brasilien) ist ein brasilianischer Ordensgeistlicher und römisch-katholischer Bischof von Assis.

## Leben
Argemiro de Azevedo trat dem Claretinerorden bei und legte am 9. Februar 1975 die Profess ab. Er studierte am Claretinerseminar in Rio Claro und in Curitiba und empfing am 2. Juli 1980 die Priesterweihe für das Erzbistum São Sebastião do Rio de Janeiro.
Neben verschiedenen Aufgaben in der Pfarrseelsorge und der ordensinternen Ausbildung war er von 1985 bis 1994 Leiter des Universitätszentrums seiner Ordensgemeinschaft in Batatais. In dieser Zeit erwarb er das Lizenziat in Erziehungswissenschaft an der Universität São Marcos in São Paulo. Anschließend war er bis 2001 Leiter des Kollegs und der Claretinerfakultät in São Paulo.
Er übernahm seelsorgliche Aufgaben im Bistum Araçatuba, wo er seit 2003 Pfarrer der Pfarrei Unbeflecktes Herz Mariens war. Er war als Untersuchungsrichter am Kirchengericht und in der Familienseelsorge tätig. Außerdem gehörte er dem Priesterrat und dem Konsultorenkollegium des Bistums an.
Papst Franziskus ernannte ihn am 14. Dezember 2016 zum Bischof von Assis. Die Bischofsweihe spendete ihm der Bischof von Araçatuba, Sérgio Krzywy, am 25. Februar des folgenden Jahres. Mitkonsekratoren waren der Bischof von Itapeva, Arnaldo Carvalheiro Neto, und der Prälat von Itaituba, Wilmar Santin OCarm. Die Amtseinführung im Bistum Assis fand am 19. März 2017 statt. Sein Wahlspruch Pasce Agnos Meos (deutsch: Weide meine Lämmer) entstammt dem Evangelium nach Johannes (Joh 21,15 ).